# Establecimiento Tunecino de Radio y Televisión
El Establecimiento Tunecino de Radio y Televisión (En francés: Établissement de la Radiodiffusion-Télévision Tunisienne, ERTT) fue la organización estatal de radiodifusión de Túnez desde 1990 hasta 2007. Durante el tiempo que permaneció abierta gestionó dos canales de televisión y la emisora Radio Tunis.
La empresa fue fundada en 1957 como Radiodiffusion-télévision tunisienne, hasta que en 1990 el gobierno tunecino cambió su estructura para convertirla en ERTT. El 7 de noviembre de 2006, el presidente Zine El Abidine Ben Ali anunció la división de la empresa en dos radiodifusoras independientes: una para la radio —Radio tunisienne— y otra para la televisión —Télévision tunisienne—. Ambas empresas comenzaron su actividad a partir de 2007.
ERTT fue miembro de miembro de la Unión Europea de Radiodifusión, la Unión Africana de Radiodifusión y la Unión de Radiodifusión de los Estados Árabes, así como accionista de Euronews.